# Pallavolo ai IX Giochi centramericani e caraibici
La pallavolo ai IX Giochi centramericani e caraibici si è disputata durante la IX edizione dei Giochi centramericani e caraibici, che si è svolta a Kingston, in Giamaica, nel 1962.

## Podi
| Evento                         | Oro             | Argento         | Bronzo    |
| Pallavolo maschile (dettagli)  | Messico         | Rep. Dominicana | Venezuela |
| Pallavolo femminile (dettagli) | Rep. Dominicana | Porto Rico      | Messico   |